# Liste der Monuments historiques in Mitry-Mory
Die Liste der Monuments historiques in Mitry-Mory führt die Monuments historiques in der französischen Gemeinde Mitry-Mory auf.

## Liste der Bauwerke
| Bezeichnung      | Beschreibung                       | Standort | Kennzeichnung | Schutzstatus | Datum | Bild           |
| ---------------- | ---------------------------------- | -------- | ------------- | ------------ | ----- | -------------- |
| Kirche St-Martin | Erbaut vom 14. bis 16. Jahrhundert | (Lage)   | PA00087105    | Classé       | 1973  | weitere Bilder |

## Liste der Objekte

### Kirche St-Martin
Zum Verständnis siehe: Kirchenausstattung
| Bezeichnung                                                                 | Beschreibung                                       | Standort | Kennzeichnung | Schutzstatus | Datum | Bild           |
| --------------------------------------------------------------------------- | -------------------------------------------------- | -------- | ------------- | ------------ | ----- | -------------- |
| Orgelpfeifen                                                                | 1641 und 1651                                      | (Lage)   | PM77001137    | Classé       | 1973  | weitere Bilder |
| Wandverkleidungen und Möbel in der Sakristei                                | Holz, 18./19. Jahrhundert                          | (Lage)   | PM77004729    | Inscrit      | 1900  |                |
| Glocke                                                                      | Bronze, 1693 gegossen                              | (Lage)   | PM77001136    | Classé       | 1842  |                |
| Zwei Bas-reliefs: Zwei Engel mit einem Kreuz                                | Holz, 18. Jahrhundert                              | (Lage)   | PM77004726    | Inscrit      | 1990  |                |
| Retabel mit Gemälde Herz Jesu                                               | Holz und Öl auf Leinwand, 17. und 19. Jahrhundert  | (Lage)   | PM77004727    | Inscrit      | 1840  |                |
| Gemälde Anbetung der Heiligen Drei Könige                                   | 18. Jahrhundert; von Gabriel-François Doyen        | (Lage)   | PM77001133    | Classé       | 1905  |                |
| Gemälde Heilige Katharina von Siena                                         | 19. Jahrhundert                                    | (Lage)   | PM77004207    | Inscrit      | 1982  |                |
| Gemälde Vierge remettant le rosaire à saint Dominique et à sainte Catherine | 17. Jahrhundert                                    | (Lage)   | PM77003032    | Inscrit      | 1978  |                |
| Orgelprospekt                                                               | Holz, 1641 und 1646                                | (Lage)   | PM77001134    | Classé       | 1907  | weitere Bilder |
| Orgeltribüne                                                                | Holz, 1641 und 1651                                | (Lage)   | PM77002263    | Classé       | 1907  | weitere Bilder |
| Glocke                                                                      | Bronze, 1788 gegossen                              | (Lage)   | PM77001135    | Classé       | 1942  |                |
| Zwei Beichtstühle                                                           | Holz, 18. Jahrhundert                              | (Lage)   | PM77003483    | Inscrit      | 1980  |                |
| Zelebrantenstuhl                                                            | Holz, erste Hälfte des 18. Jahrhunderts            | (Lage)   | PM77003482    | Inscrit      | 1980  |                |
| Skulptur Madonna mit Kind                                                   | Holz, polychrom gefasst, Ende des 18. Jahrhunderts | (Lage)   | PM77004728    | Inscrit      | 1990  |                |